# Editaaleyrodes indicus
Editaaleyrodes indicus là một loài côn trùng cánh nửa trong họ Aleyrodidae, phân họ Aleyrodinae.
Editaaleyrodes indicus được David miêu tả khoa học đầu tiên năm 2005.